# Улица Соње Маринковић (Сомбор)
| Улица Соње Маринковић | Улица Соње Маринковић               |
| --------------------- | ----------------------------------- |
|                       |                                     |
| Почетак               | Венац војводе Степе Степановића     |
| Крај                  | Улица Подгоричка                    |
| Дужина                | 400 m                               |
| Ширина                | 12 до 13 m                          |
| Створена              |                                     |
| Названа               |                                     |
| Стари називи          | Јелисаветин трг, Трг Краљице Марије |
|                       |                                     |
|                       |                                     |
| Поглед на улицу       |                                     |

Улица Соње Маринковић је једна од старијих градских улица Сомбору, седишту Западнобачког управног округа. Протеже се правцем који повезује Венац војводе Степе Степановића и Улицу Подгоричку. Дужина улице је око 400 м. 

## Име улице
Улица је првобитно носила назив Јелисаветин трг, зарим Трг Краљице Марије. Улица данас носи назив по Соњи Маринковић (1916-1941), револуционарки, учесници Народноослободилачке борбе и народном хероју Југославије.

## Суседне улице
- Венац војводе Степе Степановића
- Улица Подгоричка

## Улицом Соње Маринковић
У улици се налази неколиго фирми, угоститељски објекат, стамбених зграда и једноспратних кућа. На једној страни улице (десна) се налази велики централни градски парк на чијем почетку је, тј. улазу Кармелићанска црква и самостан.

### Значајније институције у улици
- ОТП банка, на броју 1-3
- Агенција 2С - регистрација и осигурање возила, на броју 9
- Агенција за регистрацију возила Решено, на броју 9
- Caffe Joker Card на броју 33
- Стоматолошка ординација "Јеличић", на броју 9
- Зграда Министарства одбране Републике Србије - Војни одсек Сомбор, на броју 2
- Посластичарница - "Родић торте и колачи", на броју 31

### Кармелићанска црква и самостан
Једна страна цркве и самостана припада улици Соње Маринковић. Почетком 19. века зачета је идеја о градњи цркве, одлука о изградњи донета 1828. године, а изградња је започета 1860. године. Црква је завршена 1904. године и тада предата на управу кармелићанима. Године 1905. поред цркве изграђен је самостан.

### Парк хероја Сомбор
Велики градски (жупањски) парк, који је уређен у необарокном стилу по угледу на француске паркове из 18. века,  пројектовали су Самуел Зиманорус и Никола Ружић, засађен је 1898. године. Парк је првобитно добио назив "Јелисаветин парк" по имену царице, супруге аустроугарског владара Фрање Јосифа, која је страдала у атентату у време завршетка садње парка. Парк је добио име "Парк хероја" после Другог светског рата, а у њему су тада постављене бисте антифашистичких бораца пореклом из Сомбора и околине. Парк је више пута мењао изглед а последњих година део старих стабала, склоних болестима или паду, замењен је младицама. Северни део парка преуређен је у склопу завршних радова на обнови Главне улице 2011 године. 

### Етно ресторан Фијакер
У парку Хероја налази се "Етно ресторан Фијакер". Налази се на месту некадашњег угоститељског павиљона који је подигнут прво као 1908. године омањи павиљон за госте, а онда 1920. године нови угоститељски павиљон, 1975. године саграђен је на истом том месту савремени угоститељски објекат "Фијакер стари".

### Галерија АРТ
Галерија "Арт" се налази на броју 31. Галерија је основана 1984. године. У склопу галерије постоји радионица керамике, изложбено-продајни простор и књижара.

## Саобраћај
Улица Соње Маринковић је једносмерна улица, и саобраћај се одвија из правца Венца војводе Степе Степановића ка Подгоричкој улици.

## Галерија
- Галерија Арт
- Зграда Министарства одбране Републике Србије - Војни одсек Сомбор
- Парк Хероја
- Етно ресторан Фијакер
- Кармелићанска црква и самостан
- Кармелићанска црква и самостан
- Поглед на улицу са Венца